# Semiothisa semivirgata
Semiothisa semivirgata är en fjärilsart som beskrevs av Edward Alfred Cockayne 1953. Semiothisa semivirgata ingår i släktet Semiothisa och familjen mätare. Inga underarter finns listade i Catalogue of Life.